# Tiroloscia esterelana
Tiroloscia esterelana là một loài chân đều trong họ Philosciidae. Loài này được Verhoeff miêu tả khoa học năm 1918.